# Michael Michai Kitbunchu

Michael Michai kardinál Kitbunchu (25. ledna 1929 Samphran) je thajský římskokatolický kněz, bývalý arcibiskup Bangkoku, kardinál.

## Život
Kněžské svěcení přijal 20. prosince 1959. Poté působil v arcidiecézi Bangkok, byl zde mj. rektorem semináře. V proisinci 1972 byl jmenovaný arcibiskupem Bangkoku, biskupské svěcení přijal 3. června 1973. V letech 1979 až 1982 byl předsedou Thajské biskupské konference. Při konzistoři v únoru 1983 ho papež Jan Pavel II. jmenoval kardinálem jako prvního biskupa z Thajska. V rámci kolegia kardinálů zastával funkci kardinála-arcikněze (Kardinál-protokněz). Po dovršení kanonického věku rezignoval na funkci arcibiskupa Bangkoku.